# Prepona paradisiaca
Prepona paradisiaca är en fjärilsart som beskrevs av Anton Heinrich Fassl 1912. Prepona paradisiaca ingår i släktet Prepona och familjen praktfjärilar. Inga underarter finns listade i Catalogue of Life.